# Château de la Clairière
Le château de la Clairière, est un manoir médiéval situé au lieu-dit la Clairière, dans la commune de Saint-Maurice-la-Souterraine dans le département de la Creuse et la région Nouvelle-Aquitaine.

## Architecture
Au XVIe siècle, un des logis possédait deux tourelles aux angles et un escalier frontal. 
On peut imaginer que des fortifications supplémentaires étaient présentes, car le fief possédait droit de fortification et de colombier.
Le pigeonnier existe toujours, une de ses pierres porte la date 1671 ou 1691 et un monogramme « M P » (il s'agit peut-être d'un remploi).